# علوم عقلية
العلوم العقلية سبعة علوم:
- علم المنطق
- العلم الطبيعي
- العلم الإلهي
- الأرثماطيقي
- الهندسة
- الموسيقى
- الهيئة

العلوم الأربعة الأخيرة يقال لها التعاليم.